# Flugten over Atlanterhavet
Flugten over Atlanterhavet er en dansk stum dramafilm fra 1910 produceret af Nordisk Films Kompagni. Filmens instruktør er ukendt. 
Filmen er baseret på virkelige hændelser i 1910, hvor den amerikanske homøopat Hawley Harvey Crippen med sin kæreste Miss le Neve flygtede fra England til USA via Belgien med skib. Flugten var berømt for at være den første flugt, hvor den trådløse telegraf blev benyttet til at opspore den flygtende. Crippen var mistænkt for drabet på sin hustru i London og blev siden dømt og hængt for drabet. 
Filmen havde dansk biografpremiere den 1. september 1910 i Løvebiografen. Den blev i engelsktalende lande distribueret som Dr. Crippen's flight across the Atlantic og i tysktalende lande som Dr Crippen und seine Flucht über den Atlantischen Ocean.

## Medvirkende
- Holger Rasmussen
- Karen Møller
- Otto Lagoni